# Kenji Mizoguchi
Kenji Mizoguchi (溝口健二 Mizoguchi Kenji?) (Tokio, 16 de mayo de 1898 - Kioto, 24 de agosto de 1956) fue un director de cine japonés. Es considerado, por su maestría como narrador de historias y por su dominio técnico, uno de los directores más influyentes del siglo XX.
Se le sitúa, junto con Akira Kurosawa, Masaki Kobayashi y Yasujirō Ozu como uno de los grandes realizadores nipones de todos los tiempos. Entre la crítica se destaca su influencia en la historia del cine en la composición de planos secuencia y en el montaje de las escenas aunque solo se conservan aproximadamente la mitad de las 89 cintas que rodó en su trayectoria.

## Biografía

### Juventud
Mizoguchi nació en Tokio en 1898. Su familia cae en la pobreza, a pesar de las ambiciones de su padre, tras la crisis económica de 1904. Su familia tuvo que trasladarse al barrio de Asakusa, el más pobre de Tokio. Su padre, antiguo carpintero, se comporta de modo violento con la madre de Mizoguchi y también con su hija, a la que acaba vendiendo como geisha.
Mizoguchi tuvo dificultades como alumno en la escuela, y pasa a ser aprendiz de pintor sobre tela. Se convierte en un apasionado de la pintura y consigue un título en una Academia de pintura. Trabaja como ilustrador publicitario y también en un periódico de la ciudad de Kōbe. En 1918, participa en los violentos disturbios que se producen como consecuencia de la influencia de la Revolución rusa y debido a ello pierde su empleo.
Entra en la industria del cine en 1920 como actor en los estudios Nikkatsu, aunque pronto pasa a ser ayudante de dirección. En 1922, dirige su primera película El día en el que regresó el amor en el que se manifiestan sus convicciones socialistas, y que es censurado por el gobierno.

### La carrera de director
Al principio de su carrera, es un director rápido, dirige a veces adaptaciones de Eugene O'Neill, León Tolstói o versiones de películas expresionistas alemanas. De ese modo rueda más de 70 películas entre los años 20 y los 30, la mayor parte de los cuales se perdió tras la Segunda Guerra Mundial. Su filmografía de este período está marcada por su compromiso contra el totalitarismo al que se encamina el Japón y su interés por la problemática de las prostitutas, siempre presentes en sus películas. Funda la productora Daiichi Eida para poder mantener su independencia, pero la productora quebrará casi enseguida.
Según el propio Mizoguchi, su primera película seria fue Las hermanas de Gion en 1936, con la que alcanzará un importante éxito de público. Se orienta a partir de ese momento hacia un neorrealismo que le sirve para analizar la transición del Japón desde el feudalismo hacia la época moderna. Obtuvo el Premio del Ministerio de Cultura con La historia del último crisantemo, en donde analiza el papel infravalorado de las mujeres en la sociedad japonesa. Desarrolla su famosa teoría "una escena/un plano". Le ayuda su muy competente ayudante Hiroshi Mizutani que le anima a utilizar cámaras con gran angular.
Durante la guerra dirigirá películas de propaganda para la productora más importante de Japón, Shochiku. Se puede destacar La canción de la victoria, la más famosa Los leales 47 Ronins y La espada Bijomaru que le librará de ir a la cárcel.

### Reconocimiento tras la guerra
Japón disfruta después de 1945 de un movimiento de libertad del que Mizoguchi es testigo privilegiado en sus películas militantes a favor del voto femenino como La victoria de las mujeres y Arde mi amor. En esa época vive con el temor de la represión comunista y deja la productora Shichoku en 1950. A partir de ese momento se dedica más a dirigir melodramas que retoman aspectos folclóricos y tradicionales japoneses junto a su guionista y colaborador Yoshikata Yoda.
Empieza a ser conocido en Occidente a principios de los años 50 sobre todo gracias al crítico y director Jacques Rivette. Su primera película conocida en Occidente fue Vida de O-Haru, mujer galante en 1952, antes de ser consagrado con el León de Plata en el Festival de Venecia el año siguiente por los Cuentos de la luna pálida. Vuelve a ser galardonado en 1954 por El intendente Sansho y Los amantes crucificados.
Su camino será seguido por Yasujirō Ozu y luego por Akira Kurosawa. Más tradicionalmente japonés que sus compatriotas, Mizoguchi emociona por la sutilidad de su poesía, que sin embargo no oculta la sordidez, a través de un universo en blanco y negro en el que era un verdadero maestro.
Entre 1953 y su muerte en 1956, todas sus películas obtienen un recibimiento favorable de la crítica europea y consiguen tener su propio público. Mizoguchi muere en Kioto a causa de una leucemia a los 58 años. Se le considera hoy en día uno de los maestros del cine japonés junto a Akira Kurosawa, Yasujirō Ozu, Mikio Naruse y Masaki Kobayashi.
Entre 1923 y el momento de su muerte, dirigió 89 películas, de las que solo dos fueron en color.

## Filmografía (parcial)
- 1922 - El día en el que regresó el amor (Ai ni yomigaeru hi)
- 1925 - Escenas de la calle (Gaijo no suketchi)
- 1929 - Sinfonía de la gran ciudad (Tokai kokyogaku)
- 1929 - La marcha de Tokio (Tokyo koshin-kyoku)
- 1930 - El país natal (Fujiwara Yoshie no furusato)
- 1930 - Okichi, la extranjera (Tojin Okichi)
- 1933 - La maga del agua (Taki no shiraito)
- 1935 - Osen de las cigüeñas (Orizuru Osen)
- 1935 - Oyuki la virgen (Maria no Oyuki)
- 1936 - Elegía de Naniwa (Naniwa erejî)
- 1936 - Las hermanas de Gion (Gion no shimai)
- 1937 - El valle del amor y del odio (Aien Kyo )
- 1939 - La historia del último crisantemo (Zangiku monogatari)
- 1941 - 47 ronin (Genroku chushingura)
- 1944 - Samurái (Miyamoto Musashi)
- 1945 - La espada Bijomaru (Meito bijomaru)
- 1945 - La canción de la victoria (Hisshoka)
- 1946 - La victoria de las mujeres (Josei no shôri)
- 1946 - Utamaro y sus cinco mujeres (Utamaro o meguru gonin no onna)
- 1947 - El amor de la actriz Sumako (Joyu Sumako no koi)
- 1948 - Mujeres de la noche (Yoru no onnatachi)
- 1949 - Amor en llamas (Waga koi wa moenu)
- 1950 - El destino de la señora Yuki (Yuki fujin ezu)
- 1951 - La señorita Oyu (Oyû-sama)
- 1951 - La dama de Musashino (Musashino fujin)
- 1952 - Vida de O-Haru, mujer galante (Saikaku ichidai onna)
- 1953 - Cuentos de la luna pálida (Ugetsu monogatari)
- 1953 - Los músicos de Gion (Gion bayashi)
- 1954 - El intendente Sansho (Sanshô dayû)
- 1954 - La mujer crucificada (Uwasa no onna)
- 1954 - Los amantes crucificados (Chikamatsu monogatari)
- 1955 - La emperatriz Yang Kwei Fei (Yôkihi)
- 1955 - El héroe sacrílego (Shin heike monogatari)
- 1956 - La calle de la vergüenza (Akasen Chitai)

## Premios y distinciones
Festival Internacional de Cine de Venecia
| Año  | Categoría            | Película                     | Resultado |
| ---- | -------------------- | ---------------------------- | --------- |
| 1952 | Premio Internacional | Vida de Oharu, mujer galante | Ganador   |
| 1953 | León de Plata        | Cuentos de la luna pálida    | Ganador   |
| 1953 | Premio Pasinetti     | Cuentos de la luna pálida    | Ganador   |
| 1954 | León de Plata        | El intendente Sansho         | Ganador   |
| 1956 | Mención especial     | La calle de la vergüenza     | Ganador   |